# 奇斯托耶湖 (大盧基區)
56°00′47″N 30°40′37″E / 56.01306°N 30.67694°E
奇斯托耶湖（俄语：Чистое），是俄羅斯的湖泊，位於該國西北部，由普斯科夫州負責管轄，處於大盧基區，面積1.4平方公里，集水區面積7.21平方公里，平均水深6米，最大水深12米。